# Glinik lulkarz
Glinik lulkarz (Corizus hyoscyami) – gatunek owada z rzędu pluskwiaków, należący do pluskwiaków różnoskrzydłych, nadrodziny wtykokształtnych, rodziny wysysowatych. Jedyny polski przedstawiciel rodzaju Glinik (Corizus). Polska i łacińska nazwa gatunkowa pochodzi od jednej z roślin żywicielskich: lulka czarnego (Hyoscyamus niger).

## Budowa ciała
Pluskwiak ten ma ciało kontrastowo ubarwione: czerwone w czarne plamy, długości 8-11 mm. Głowa w obrysie trójkątna zaopatrzona w czarne (z żółtobrązowym pasem) czułki. Przedplecze trapezoidalne. Tarczka trójkątna. Odnóża czarne z jaśniejszymi smugami. Z powodu zbliżonego ubarwienia często mylony z innymi czarno-czerwonymi pluskwiakami w tym z kowalem bezskrzydłym.

## Tryb życia
Glinik występuje najczęściej pojedynczo na łąkach i brzegach lasów. Występuje głównie na roślinach z kladu astrowych, ale wykazuje go się też roślin różowych. Samica składa jaja w czerwcu i lipcu, a larwy wykluwają się w sierpniu. Zimują owady dorosłe.

## Występowanie
Gatunek transpalearktyczny, w Polsce pospolity w całym kraju.